# Lyn Chevli
Lyn Chevli, née le 24 décembre 1931 et morte le 8 octobre 2016, est une autrice américaine de comics underground.

## Biographie
Lyn Chevli, de son vrai nom Marilyn Keith, naît le 24 décembre 1931 dans le Connecticut. Après un diplôme en art obtenu au Skidmore College, elle travaille comme joaillière et crée aussi des sculptures de bronze. En 1960, elle déménage avec son mari Dennis Madison à Los Angeles. Ils ouvrent une librairie à Laguna Beach en 1968 et la gardent jusqu'en 1972. Durant cette période, ils entrent souvent en confrontation avec la mairie qui les accuse de vendre de la littérature obscène. Parmi ces œuvres condamnées par les autorités se trouvent des comics comme ceux de Robert Crumb. En 1972, la librairie est mise en faillite. Inspirée par les comix, Lyn Chevli décide d'éditer son propre comics qui aurait la particularité d'être féministe. Elle s'associe à l'auteure de comics Joyce Farmer, qui habitait la même rue qu'elle, et en juillet 1972 sort le premier numéro de Tits and Clits publié par la maison d'édition qu'elles ont fondée, Nanny Goat Production. Ce comix précède ainsi de quelques semaines  Wimmen's Comix publié par Trina Robbins. Farmer et Chevli travaillent aussi à la Laguna's Free Clinic pour aider les femmes enceintes. Fortes de cette expérience, elles publient en 1973 Abortion Eve qui traite de l'avortement sous un aspect médical et du stress psychologique provoqué par une grossesse non-désirée. Pour éviter d'être censurée, Tits and Clits est rebaptisé au deuxième numéro Pandoras Box Comix. Mais elle reprend son titre original en 1977. Le titre sera plusieurs fois menacé d'interdiction, mais il ne sera jamais poursuivi en justice. Lyn Chevli cesse de dessiner dans Tits & Clits après le troisième numéro, préférant se consacrer à l'écriture et à l'édition. Le comix compte sept numéros jusqu'en 1987 et voit les noms de nombreuses auteures : Dot Bucher, Roberta Gregory, Ruth Lynn, Trina Robbins, Shelby Sampson, Chris Powers, Jennifer Malik, Michelle Jurris, Paula Gray, Miriam Flambe, Rocky Trout, Terry Richards, Beverly Hilliard et Sharon Rudahl). Dans les années 1980, Chevli choisit la carrière littéraire. En 1981, elle écrit Alida, un roman érotique destiné aux femmes. Elle écrit aussi des articles dans des revues dont The Blade destiné aux homosexuels. Elle meurt le 8 octobre 2016 à l'âge de 84 ans.